# Seyidan
Seyidan è un comune dell'Azerbaigian situato nel distretto di Salyan. Conta una popolazione di 878 abitanti.